# صبح آخرین روز
صبح آخرین روز مجموعۀ تلویزیونی ایرانی در ژانر امنیتی-سیاسی به کارگردانی حسین تبریزی و تهیه‌کنندگی مصطفی علمی‌فرد است. این سریال در مورد زندگی مجید شهریاری از کودکی تا زمان مرگ ساخته شده و در اردیبهشت ماه سال ۱۴۰۰ به روی آنتن شبکه دو رفت. صبح آخرین روز در تهران، زنجان و مریوان تصویربرداری شده و محصولی از شبکهٔ اشراق (شبکه استانی زنجان) است.

## داستان
این سریال در مورد زندگی مجید شهریاری از کودکی تا زمان مرگ ساخته شده است.

## بازیگران
- کاوه خداشناس در نقش مجید شهریاری
- سپیده خداوردی در نقش همسر مجید شهریاری
- زهرا سعیدی در نقش مادر مجید شهریاری
- حمیدرضا عطایی در نقش حمید سپهر
- شهرام عبدلی در نقش دایی جلیل
- مهران رجبی در نقش مش باقر
- میرطاهر مظلومی در نقش اکبر
- سیروس همتی در نقش فرید شهریاری برادر مجید شهریاری
- پریسا دوستی در نقش جوانی مادر مجید شهریاری
- زهرا جهرمی
- اردشیر رستمی
- مهدی صبایی
- افشین نخعی
- امین ایمانی
- افسانه ناصری
- حسن اسدی
- مهری آل آقا
- سجاد دیرمینا
- کبری گودرزی
- بهروز قادری
- سعید بحرالعلومی
- شکرخدا گودرزی
- محمدولی فروتن
- فرحان فرحناک
- امیررضا فرامرزی در نقش نوجوانی مجید شهریاری
- محمدامین محمدی
- سهیل رضایی
- پریسا گلدوست
- مهدی علیپور
- امین چنارانی
- علی کریمی
- مسعود عباسی
- آرش برمکیها
- مژگان اخلاقی
- شیدا مؤدب
- جواد اسدی
- رحمان محمدی
- مالک سراج
- محمدصادق یزدانی
- علی بنایی
- امیر حیدری
- داوود شفق
- فرخنده طالبی
- نسرین احمدخانی
- تایماز نادری
- آراد نمازدوست
- مسعود روندی درنقش رییس بیمارستان
- سانیار نظری[۴]